# NGC 4911A
NGC 4911A је лентикуларна галаксија у сазвежђу Береникина коса која се налази на NGC листи објеката дубоког неба.
Деклинација објекта је + 27° 47' 4" а ректасцензија 13h 0m 54,0s. Привидна величина (магнитуда) објекта NGC 4911 износи 14,9 а фотографска магнитуда 15,9. NGC 4911A је још познат и под ознакама DRCG 27-62, PGC 83751.